# Fairmont (Virgínia Ocidental)
Fairmont é uma cidade localizada no estado norte-americano de Virgínia Ocidental, no Condado de Marion.

## Demografia
Segundo o censo norte-americano de 2000, a sua população era de 19.097 habitantes. Em 2006, foi estimada uma população de 19.145, um aumento de 48 (0.3%).

## Geografia
De acordo com o United States Census Bureau tem uma área de 21,2 km², dos quais 20,3 km² cobertos por terra e 0,9 km² cobertos por água.

## Localidades na vizinhança
O diagrama seguinte representa as localidades num raio de 8 km ao redor de Fairmont.